# Francisco Solé Romeo
Francisco Solé Romeo (nacido en Madrid, 1952) es un arquitecto e ilustrador español.

## Biografía
Arquitecto por la Escuela Técnica Superior de Arquitectura de Madrid.
Durante algunos años trabaja impartiendo clases de dibujo en un centro privado. A partir de 1981 compagina los encargos de arquitecto con los de ilustrador en el campo editorial y en publicaciones diversas. 
Ha trabajado habitualmente para las editoriales Anagrama, Espasa Calpe, Vicens Vives (por encargo del editor Francisco Antón), Santillana, S.M, Siruela, Anaya, Alfaguara (70 portadas, en colaboración con Fuencisla del Amo, de la colección Alfaguara Literaturas dirigida por Manuel R. Rivero), y para la prensa diaria: El País (en la sección de educación y en otras secciones),  El Mundo (en el suplemento “El reportaje de la Historia”) y Diario 16. Así como para las revistas: Saber Leer (alrededor de 100 dibujos publicados a lo largo de 17 años), GEO, Muy Interesante, La Aventura de la Historia, Muy Historia, Revista de Servicios Sociales y Marie Claire.
En 1990 realiza para el centro Nacional de Nuevas Tendencias la escenografía de la obra “La Emoción” de Álvaro del Amo. En 1997 Roman Polanski contrata, a través de R. P. Productions, el uso de sus dibujos publicados en el libro “El club Dumas” para utilizarlos, con un nuevo dibujo y algunas modificaciones, en su película “La Novena Puerta”. Y unos años más tarde, en 1997 el mismo director le contrata de nuevo para dibujar algunos de los títulos de crédito para el film “Oliver Twist”. 

## Premios
- Premio del Concurso de Carteles de la X Semana del Libro Infantil compartido con Fuencisla del Amo. 1986.

## Exposiciones
- Exposición colectiva en el Ateneo de Madrid.1986.
- Exposición colectiva en la galería Arteara.1989.
- Exposición colectiva “4 Ilustradores”. Centro Cultural Juan Prado. 2004.
- Exposición colectiva “4 Ilustradores”. Centro Cultural Teresa de Calcuta. 2006.

## Libros ilustrados[5]
- El mensaje de Maese Zamaor. Pilar Molina. S.M. 1981.
- Romances de España. Espasa Calpe. 1981.
- Gulliver en Liliput. Jonathan Swift. Espasa Calpe. 1981.
- Leyendas del Planeta Thamyris. Joan Manuel Gisbert. Espasa Calpe.1982.
- Del seto de oriente. Martínez  Menchén. Edelvives. 1988.
- El terrible florentino. Pilar Molina. Noguer. 1998.
- Tres sombreros de copa. Jardiel Poncela. Vicens Vives. 1998.
- La casa pintada. Montserrat del Amo. S.M. 1990.
- Cuentos de Vampiros. Gaviota. 1991.
- 4 corazones con freno y marcha atrás. Jardiel Poncela. Vicens Vives 1992.
- Antología Poética. Miguel Hernández. Vicens Vives. 1993.
- El club Dumas. Arturo Pérez Reverte. Alfaguara. 1993.
- De Victoria para Alejandro. Isabel Molina. Alfaguara. 1994.
- Eloísa está debajo de un almendro. Jardiel Poncela. Vicens Vives. 1995.
- El señor del cero. Isabel Molina. Alfaguara. 1996.
- Dilaf el sabio. César Vidal. Anaya. 1996.
- La pequeña Dorrit. Charles Dickens. Alfaguara. 1996.
- Heidi. Johanna Spyri. Alfaguara. 1996.
- La isla del tesoro. Robert Louis Stevenson. Alfaguara. 1996.
- Robin Hood. Alfaguara. 1996.
- Sandokan. Emilio Salgari. Alfaguara. 1996.
- Ivanhoe. Sir Walter Scott. Alfaguara. 1996.
- Robinson Crusoe. Defoe. Alfaguara. 1997.
- La flecha negra. Robert Louis Stevenson. Alfaguara 1997.
- Moby Dick. Herman Melville. Alfaguara. 1997.
- El secreto del hombre muerto. Joan Manuel Gisbert. Alfaguara. 1997.
- La mirada oscura. Joan Manuel Gisbert. Anaya. 1997.
- Tartufo. Molière. Vicens Vives. 1998.
- Camino de Karibú. César Pérez de Tudela. Anaya. 1998.
- El misterio del cuarto amarillo. Gascon Leroux. Vicens Vives. 1999.
- La maldición del arquero. Joan Manuel Gisbert. Espasa. 1999
- El misterio de la dama desaparecida. Concha López Narváez. Anaya. 2001.
- Sakya, el valle de los yetis. César Pérez de Tudela. Anaya. 2001.
- La laguna luminosa. Joan Manuel Gisbert. Espasa. 2001.
- Las aventuras de Sir Karel de Nortumbria. Manuel Alfonseca. Anaya. 2002.
- Orión y los animales magos. Joan Manuel Gisbert. Anaya. 2003.
- Héroes de Roma en la antigüedad. Anaya. 2003.
- Más rápido, más fuerte, más alto. Isabel Molina. Alfaguara. 2004.
- Los perros rojos. Rudyard Kipling. Vicens Vives. 2004.
- Los Templarios. Miguel Gómez. Andrea Press. 2004.
- Querido monstruo. Juan Tébar. S. Pablo. 2005.
- Cuaderno del Himalaya. César Pérez de Tudela. Anaya. 2005.
- Misericordia. Benito Pérez Galdós. Vicens Vives. 2007.
- Más  el hambre.[6] Pablo Manzano. Juventud. 2007.
- La isla del tesoro. Robert Louis Stevenson. Bruño. 2007.
- La música de las tinieblas. Norma Sturniolo. Anaya. 2008.
- Andanzas del conde Lucanor. Concha López Narváez. Bruño. 2008.
- El bosque de los desaparecidos. Joan Manuel Gisbert. Edelvives. 2009.
- Tormento. Benito Pérez Galdós. Vicens Vives. 2010.
- La barraca. Vicente Blasco Ibáñez. Vicens Vives. 2011.
- Miguel Ángel. Paco Morán. Susaeta. 2012.
- Juana de Arco. José Morán. Susaeta. 2013.
- El Greco. José Morán. Susaeta. 2014.
- Teresa de Jesús. Javier Manso. Susaeta. 2015.
- Cervantes. Javier Manso. Susaeta. 2016.
- Velázquez. José Morán. Susaeta. 2016.
- García Lorca. José Morán. Susaeta. 2017.
- El faro del fin del mundo. Jules Verne. Vicens Vives. 2017
- La familia de Hugo.[7] Fuencisla del Amo. Ediciones de Ponent. 2017.
- Cuentos escogidos. Vicente Blasco Ibáñez. Vicens Vives. 2017.
- Napoleón. José Morán. Susaeta. 2018.
- Darwin. José Morán. Susaeta. 2018.
- Galileo. José Morán. Susaeta. 2019
- El indulto y otros cuentos. Emilia Pardo Bazán. Vicens Vives. 2020.
- Coco Chanel. José Morán. Susaeta. 2020.
- Hellen Keller. José Morán. Susaeta. 2021
- Agatha Christie. José Morán. Susaeta. 2022.
- María Montessori. José Morán. Susaeta. 2022.
- Francisco de Asís. José Morán. Susaeta. 2023.
- Amelia Earhart. José Morán. Susaeta. 2024.

## Libros ilustrados en colaboración con la ilustradora Fuencisla del Amo
- Niños y bestias. Álvaro del Amo. Siruela. 1992.
- Un soñador para un pueblo. Antonio Buero Vallejo. Vicens Vives. 2004.
- Poesía. Jorge Manrique. Vicens Vives. 2005.
- Kim. Rudyard Kipling. Vicens Vives. 2006.
- Frankenstein.  Mary Shelley. Vicens Vives. 2006.
- La Celestina. Fernando de Rojas. Vicens Vives. 2007.[8]
- Comedia de la olla. Plauto. Vicens Vives. 2013.
- El misántropo. Molière. Vicens Vives. 2015.